# Торрес, Жорди
Жорди(Хорди) Торрес Фернандес (исп. Jordi Torres Fernández, кат. Jordi Torres i Fernández; род. 27 августа 1987 года, Руби, Каталония, Испания) — испанский мотогонщик. Наиболее известен благодаря победе на этапе Гран-При Германии в 2013 году в классе Moto2.

## Биография
Жорди Торрес дважды выигрывал чемпионат Испании в классе Moto2, выступал также в испанских сериях Supersport и Stock Extreme.
В 2010 году дебютировал в чемпионате мира по шоссейно-кольцевым мотогонкам MotoGP в классе Moto2. Первую, и пока единственную, победу на этапах серии одержал в сезоне 2013 на Гран-При Германии.
После сезона 2014, который оказался не совсем удачным для Жорди (только 16-е место в общем зачете), руководитель его команды «Mapfre Aspar Team Moto2» Хорхе Мартинес принял решение прекратить участие в соревнованиях класса Moto2 со следующего сезона, что оставило испанца без работы. Он вынужден был рассматривать предложения команд из других серий, остановившись на приглашении команды серии WSBK «Red Devils Aprilia».